# Lookout Islands
Die Lookout Islands (englisch für Aussichtsinseln) sind eine Gruppe aus drei bis zu 45 m hohen Inseln und einigen Klippen vor der Ingrid-Christensen-Küste des ostantarktischen Prinzessin-Elisabeth-Lands. Sie gehört zu den Rauer-Inseln.
Die Inseln waren im Juli 1983 Standort für Meereisbeobachtungen vor der Front des Sørsdal-Gletschers in Vorbereitung auf eine Traverse von den Rauer-Inseln zur Davis-Station. Das Antarctic Names Committee of Australia benannte die Inseln in Anlehnung an dieses Ereignis.